# Paradiso - Canto trentaduesimo
Il canto trentaduesimo del Paradiso di Dante Alighieri si svolge nell'Empireo, ove risiedono Dio, gli angeli e tutti i beati; siamo nella notte del 14 aprile 1300, o secondo altri commentatori del 31 marzo 1300.

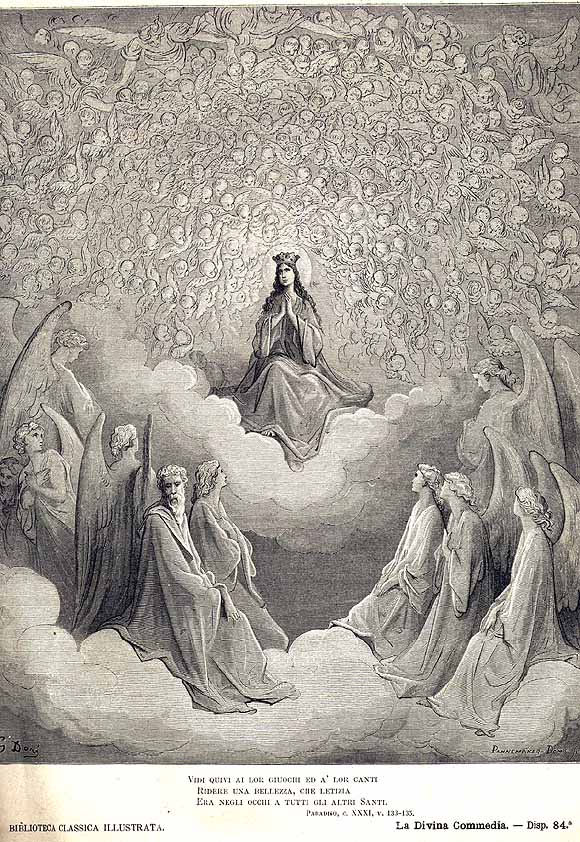
La Madonna nella Candida Rosa, illustrazione di Gustave Doré

## Incipit

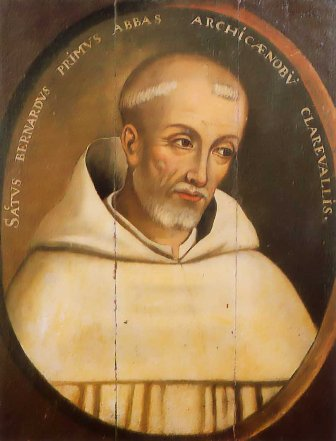
Ritratto di San Bernardo di Chiaravalle

(Anonimo commentatore dantesco del XIV secolo)

## Temi e contenuti

### Ordinamento dei beati nella rosa celeste: versi 1-48
San Bernardo mostra a Dante, ai piedi di Maria, la bellissima Eva; nell'ordine sottostante (il terzo dall'alto) siedono Rachele e Beatrice. Via via, scendendo di gradino in gradino, si incontrano Sara, Rebecca, Giuditta, Rut, antenata di Davide. Altre Ebree sedute l'una sotto l'altra nei gradini ancora più bassi costituiscono una linea di separazione nella rosa: da un lato, dove il fiore è completo in tutti i suoi petali, vi sono coloro che ebbero la fede in Cristo venturo, ossia nella futura venuta del Messia; dall'altro lato, in cui alcuni posti sono vuoti, siedono coloro che hanno avuto fede in Cristo venuto. Dalla parte opposta rispetto al seggio di Maria, si trova Giovanni Battista,e sotto di lui Francesco, Benedetto, Agostino ed altri fino al centro della rosa.

Bernardo invita Dante a considerare la profondità del volere divino. Le due categorie di credenti, quelli nati prima di Cristo e quelli nati dopo la sua nascita, costituiranno due parti identiche della candida rosa.
Dal mezzo della rosa in giù vi sono le anime dei bambini (gli spiriti asciolti, v.44), che si salvarono non per merito proprio ma dei loro genitori.

### La sorte dei bimbi innocenti - vv. 49-87
San Bernardo risolve il dubbio che stringe Dante riguardo alla disposizione delle anime dei bimbi: essi, pur non avendo vissuto e quindi "meritato" la loro sistemazione, sono disposti gerarchicamente in base alla grazia da Dio ricevuta "... le menti tutte nel suo lieto aspetto/ creando, a suo piacer di grazia dota/ diversamente; e qui basti l'effetto." (vv. 64-66).

Un esempio dell'imperscrutabile dono di Dio si trova nella Scrittura (Genesi): fra i due gemelli Esaù e Giacobbe, litigiosi già nel grembo materno, il secondo godette della predilezione divina, senza alcun merito proprio. All'inizio del mondo, per avere la salvezza, era sufficiente la fede dei genitori, poi divenne necessaria la circoncisione dei maschi. Dopo la venuta di Cristo, i bimbi non battezzati sono destinati al Limbo.

Bernardo infine esorta Dante a contemplare il volto luminoso di Maria.

### Glorificazione di Maria - vv. 88-114
Dante vede con infinita meraviglia discendere dall'alto sulla Madonna, portato dagli angeli, uno splendore di letizia così intenso quale mai prima aveva visto, mentre l'angelo disceso per primo apre le ali dinanzi a lei cantando Ave Maria, gratia plena. Tutte le anime dell'Empireo rispondono al canto. Dante chiede a Bernardo chi sia quell'angelo che sembra ardere di gioia e d'amore nel contemplare Maria. Il santo, illuminato da lei come stella mattutina dal sole, risponde che quell'angelo, colmo di ogni sicurezza e dedizione, è l'arcangelo Gabriele, che portò a Maria l'annuncio dell'Incarnazione di Gesù.

### I santi maggiori - vv. 115-151
Bernardo invita quindi ad individuare con lo sguardo, seguendo le sue parole, i grandi personaggi del regno celeste. I due più felici, in quanto i più vicini a Maria, sono a sinistra Adamo e a destra Pietro. Al suo fianco è Giovanni Evangelista, mentre a lato di Adamo sta Mosè. Di fronte a Pietro siede Anna, la madre di Maria, mentre di fronte ad Adamo si trova Lucia, colei che ha sollecitato Beatrice ad accorrere in soccorso di Dante. Bernardo a questo punto interrompe l'indicazione dei beati più importanti, per condurre senza indugio Dante alla contemplazione di Dio. Ma per far questo occorre un'invocazione speciale, che Bernardo pronuncerà e che Dante seguirà spiritualmente.

## Analisi
Il canto presenta un'evidente impostazione didascalica, in quanto consiste per intero (eccettuati i primi tre versi e l'ultimo) nella descrizione, svolta da Bernardo, dell'Empireo quale appare al pellegrino Dante che si trova al suo centro (nel cuore giallo della candida rosa). Bernardo espone secondo rigore geometrico e precisione di riferimenti scritturali citando via via i personaggi più importanti che abitano questo cielo, nel quale, è bene ricordare, sono raccolte tutte le anime, anche quelle già incontrate da Dante nei cieli precedenti. Nella descrizione è inserita anche la trattazione di un tema di notevole rilievo teologico, riguardante il diverso grado di beatitudine dei bambini innocenti, che rimanda al concetto di predestinazione (vv.37-84).